# Barbapapa
Barbapapa (utläses på svenska som [barbapappa]) är både namnet på en rollfigur och namnet på en fiktiv familj/art av nämnda karaktär i en serie illustrerade barnböcker från Frankrike skapade på 1970-talet av Annette Tison och Talus Taylor. Originalböckerna är skrivna på franska, och namnet Barbapapa är en lekfull omskrivning av barbe à papa som är franska för sockervadd (ordagrant: "pappas skägg").
En serietidning med serier baserade på böckerna gavs ut av Semic Press 1977–1980. 

## Barbapapa och Barbamama
Barbapapa själv är en vanligtvis päronformad, skär varelse med förmåga att ändra sin form till praktiskt taget vad som helst. Färg, struktur och massa verkar dock ej kunna ändras så om Barbapapa till exempel ändrar form till en kanin kommer han att se ut som en stor skär kanin.
Barbapapa föddes i en trädgård när Per vattnade sina blommor (i senare översättningar har Per bytt namn till Jakob). Efter många underhållande äventyr träffar han också på en hona av samma art kallad Barbamama. Barbamama är svart och har mer kvinnliga former. Även hon växte upp ur jorden på samma mirakulösa sätt. Tillsammans producerar de sju barn, på ett mer traditionellt sätt genom att Barbamama lade sju ägg, som lades i jorden för att utvecklas.

## Barbabarnen
Barbabarnen har alla olika färger och intressen:
- Barbazoo (Barbidou), en gul pojke, intresse för djur.
- Barbalala (Barbalala), en grön flicka, intresse för musik.
- Barbabok (Barbotine), en orange flicka, intresse för böcker.
- Barbaskön (Barbouille), en svart pojke, lurvig, intresse för konst.
- Barbafin (Barbabelle), en lila flicka, intresse för skönhet.
- Barbaflink (Barbibul), en blå pojke, intresse för vetenskap.
- Barbastark (Barbidur), en röd pojke, intresse för mat och sport.

## Böckerna

### Inbundna
- Barbapapa (1970)
- Barbapapas resa (Le voyage de Barbapapa, 1971)
- Barbapapas nya hus (La maison de Barbapapa, 1972)
- Barbapapa och arken (L'arche de Barbapapa, 1974)
- Barbapapas skola (L'école de Barbapapa, 1976)
- Skoj med Barbapapa (Barbapapa Annual, 1976)
- Barbapapas teater  (Le théâtre de Barbapapa, 1978)
- Barbapapas träd (L'arbre de Barbapapa, 1991)
- Barbapapas semester (Les vacances de Barbapapa, 1995)
- Barbapapas vinter (L'hiver de Barbapapa, 2004)
- Barbapapa sur Mars (2005)
- Barbapapa och labyrinterna (1996)

### Häften

#### Barbabarnens bibliotek(Bonniers junior)
- Barbamama och kalvarna (1974)
- Barbapapas jul (1974)
- Barbapapas koffert (1974)
- Barbapapas trädgård (1974)
- Barbazoo och äggen (1974)
- Barbabarnens ballongtur (1974)
- Barbapapas båt (1975)
- Barbapapas blir barnvakter (1975)
- Barbamama bakar (1975)
- Barbasköns nya frisyr (1975)
- Barbaskön får loppor (1975)
- Barbapapas band (1975)
- Barbapapa blir mjölnare (1979)
- Barbaskön blir krukmakare (1979)
- Barbaboks tryckeri
- Barbafin blir spetsknypplerska (1979)
- Barbastark blir smed (1979)
- Barbazoos växthus
- Barbamama blir snickare (1980)
- Barbaflink blir urmakare (1980)
- Barbazoos lantgård (1980)
- Barbapapa bygger musikinstrument (1980)
- Barbalala blir glasblåsare (1980)
- Barbafin fiskar pärlor (1980)

## Filmatiseringar
Barbapapa har filmatiserats i två omgångar: tv-serierna Barbapapa i Nederländerna 1974 och Barbapapa jorden runt i Japan 1999.

## Tecknad serie
Serieversionen publicerades i en egen serietidning i Sverige mellan åren 1977–1980, utgiven av Semic. Som biserie förekom bland annat Rasmus Nalle. Även korta avsnitt ur Jean de Brunhoffs bilderböcker om elefanten Babar publicerades i tidningen.
Ett julalbum kom på svenska 2006.

## Källhänvisningar
1. ↑  "Barbapapa". NE.se. Läst 29 augusti 2014.